# Charles Lefebvre (architecte)
Pour les articles homonymes, voir Charles Lefebvre (homonymie) et Lefebvre.
Charles Lefebvre est un architecte français né le 19 août 1867 à Roubaix (Nord) et décédé le 17 mai 1924 à Paris (16e).

## Biographie
Élève de l'École des Beaux-arts, Charles Lefevbre est diplômé le 8 décembre 1893 et s'installe dans le 17e arrondissement de Paris l'année suivante. Après avoir travaillé en solo quelques années, il se rapproche de ses confrères Marcel Julien et Louis Duhayon qui deviennent dans un premiers temps ses collaborateurs puis ses associés au sein du cabinet Lefebvre, Julien et Duhayon. A sa mort, le 17 mai 1924, ils lui succèdent et le cabinet Julien et Duhayon reste très actif jusqu'à la fin des années 1930.

## Réalisations
Charles Lefebvre est connu par ses nombreuses réalisations essentiellement à Paris et dans la région parisienne. On peut citer :
- les immeubles de la rue de Tocqueville (le n°54 en 1899 et le  n°8 en 1902),
- le 51 avenue Raymond-Poincaré (Paris 8e) en 1900,
- le 19 rue des Batignolles en 1901,
- le 20 rue de Magdebourg,
- les 77 et 79 avenue Raymond-Poincaré (Paris 8e),

et plus tard, en collaboration avec ses associés, 
- le Plaza Athénée en 1913,
- et le Claridge dans le quartier des Champs-Élysées.

Il a œuvré dans différents styles, notamment l'éclectisme, l'Art déco, et le post-haussmannien.

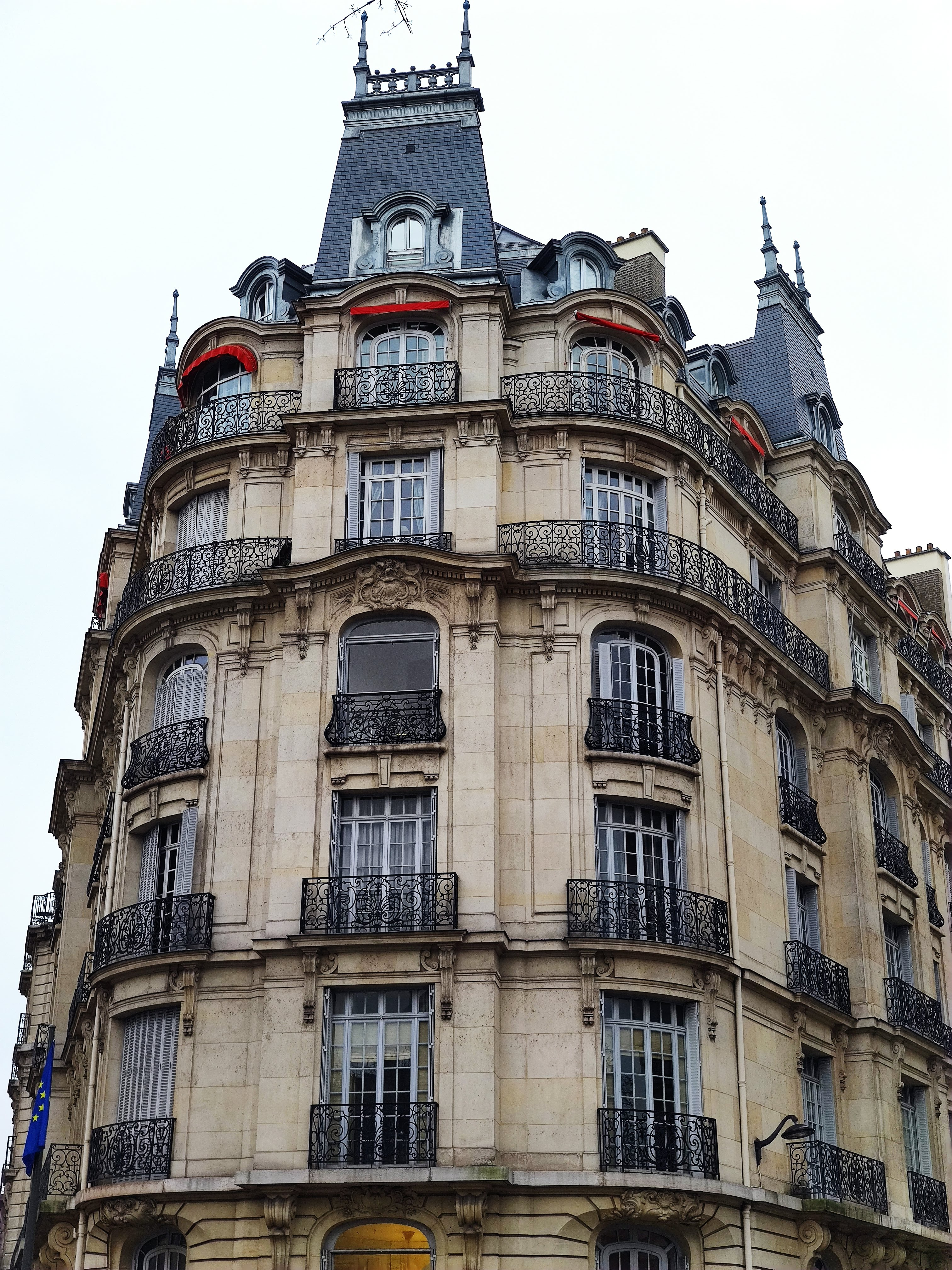
1, avenue du Président-Wilson.
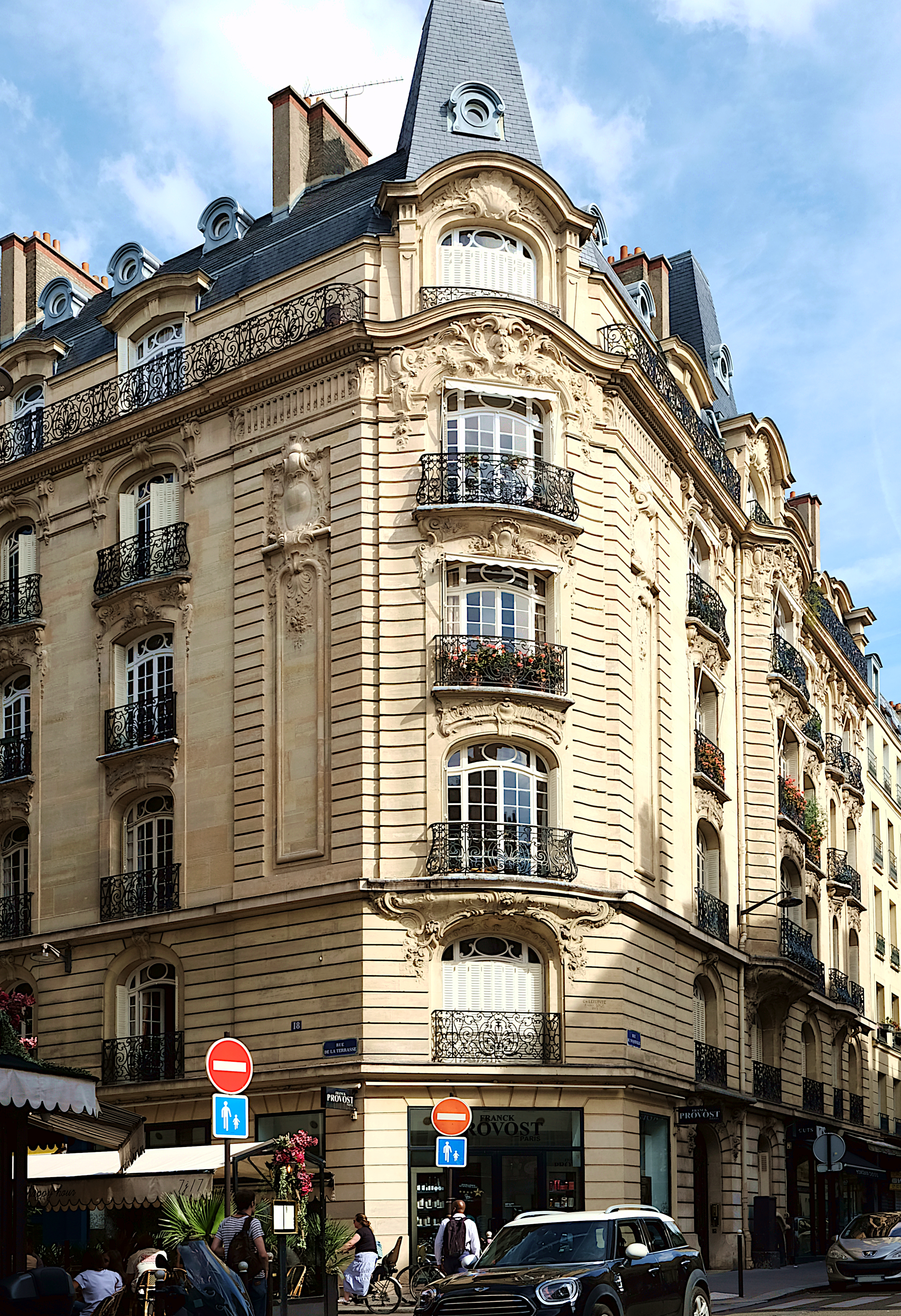
Immeuble d'angle des rues Tocqueville (n°8) et de la Terrasse (n°16 ou 18).
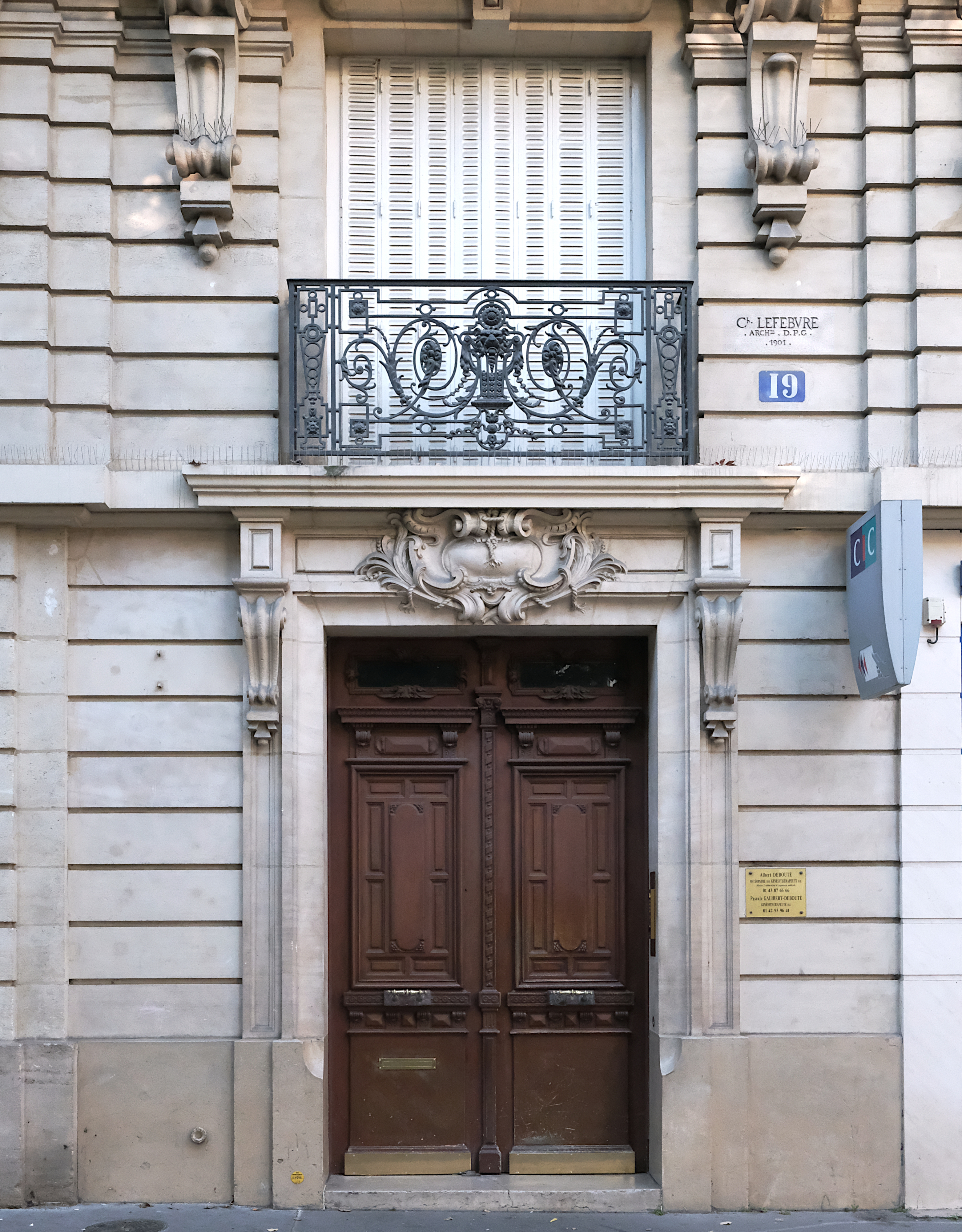
Immeuble au n°19 de la rue des Batignolles.
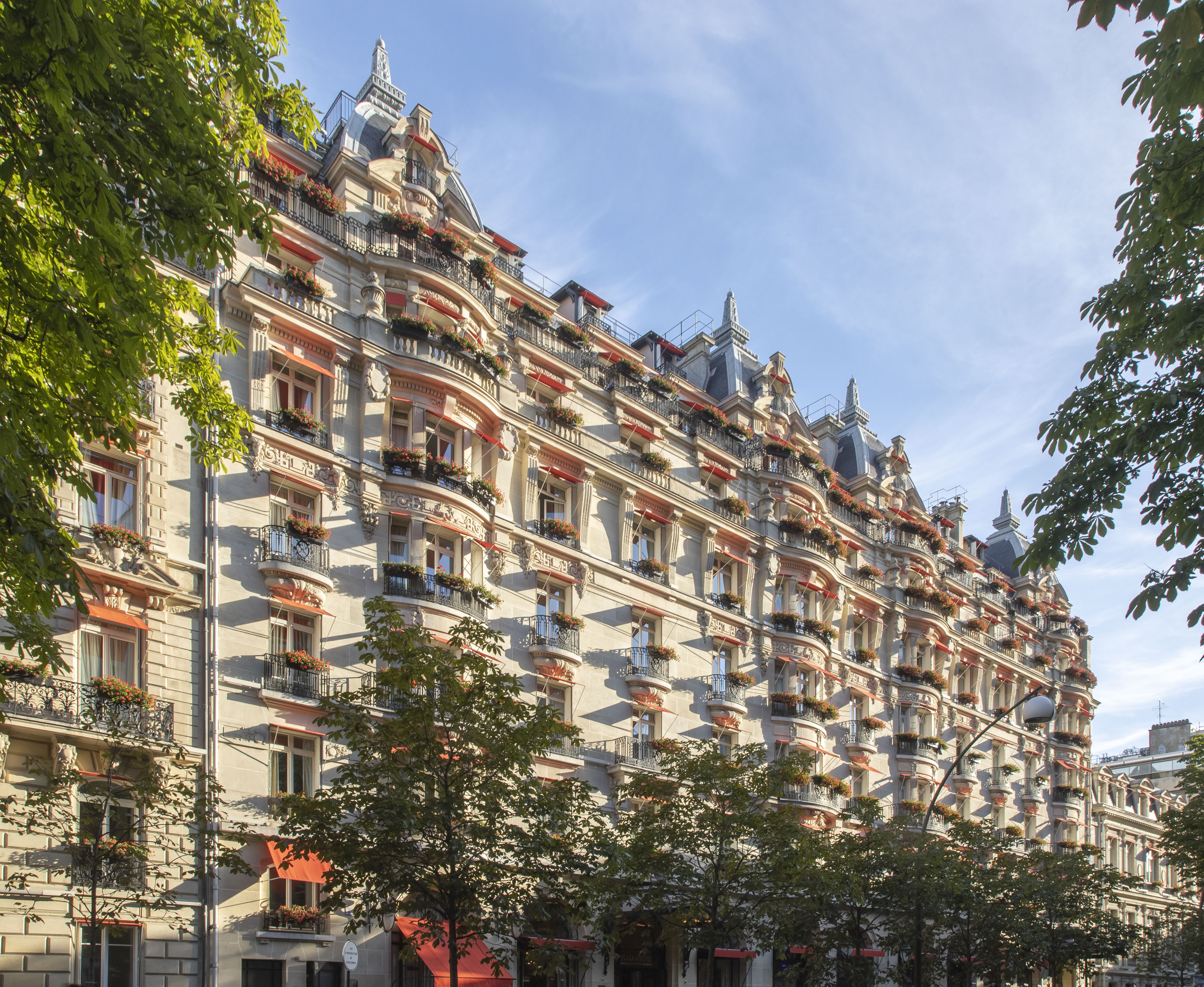
Le Plaza Athénée, avenue Montaigne à Paris.